# La Fugue du Bugey
La Fugue du Bugey est une sculpture contemporaine de Gérard Koch conçue en 1989 et installée sur l'aire de Ceignes-Cerdon de l'autoroute A40 à Ceignes en France. Son nom évoque la région du Bugey dans laquelle elle est installée.